# Sika (Insel)
Sika (auch Nuhabeng) ist eine indonesische Insel des Alor-Archipels. 

## Geographie
Die Insel liegt nördlich der Insel Alor in der Floressee. Sie gehört zum Distrikt Kabola.